# Holland's Next Top Model (mùa 14)
Mùa thứ mười bốn của Holland's Next Top Model được công chiếu trên kênh Videoland. Loiza Lamers tiếp tục làm dẫn chương trình mùa này. Giám khảo mùa trước Yolanda Hadid cũng quay trở lại cùng với giám khảo mới là Rodney Lam.
Giải thưởng của mùa này gồm một hợp đồng người mẫu với The Movement Models và được xuất hiện độc quyền trên ảnh bìa cùng 8 trang biên tập cho tạp chí Numéro.
Người chiến thắng trong cuộc thi là Gitte van Elst, 23 tuổi đến từ Tiel.

## Các thí sinh
(Tuổi tính từ ngày dự thi)
| Thí sinh | Thí sinh                 | Tuổi | Chiều cao               | Quê quán    | Bị loại ở | Hạng  |
| -------- | ------------------------ | ---- | ----------------------- | ----------- | --------- | ----- |
|          | Julia Messing            | 19   | 1,74 m (5 ft 8+1⁄2 in)  | Westervoort | Tập 1     | 14–13 |
|          | Nikki Wolfs              | 22   | 1,72 m (5 ft 7+1⁄2 in)  | Tilburg     | Tập 1     | 14–13 |
|          | Royano Donyea Poeketi    | 20   | 1,90 m (6 ft 3 in)      | Nieuwegein  | Tập 2     | 12    |
|          | Melike Özçakıl           | 22   | 1,78 m (5 ft 10 in)     | Groningen   | Tập 3     | 11    |
|          | Prince Schoutissen       | 20   | 1,85 m (6 ft 1 in)      | Deurne      | Tập 4     | 10    |
|          | Jearnisa Meinders        | 20   | 1,76 m (5 ft 9+1⁄2 in)  | Pijnacker   | Tập 5     | 9     |
|          | Tobias Min-Te van Estrik | 24   | 1,87 m (6 ft 1+1⁄2 in)  | Dronten     | Tập 7     | 8     |
|          | Jort Runia               | 24   | 1,84 m (6 ft 1⁄2 in)    | Hoorn       | Tập 8     | 7     |
|          | Justus van Eijk          | 19   | 1,90 m (6 ft 3 in)      | Utrecht     | Tập 9     | 6     |
|          | Arshea Gits              | 26   | 1,82 m (5 ft 11+1⁄2 in) | Amsterdam   | Tập 10    | 5–4   |
|          | Stef Leenen              | 25   | 1,93 m (6 ft 4 in)      | Roermond    | Tập 10    | 5–4   |
|          | Sterre de Goede          | 19   | 1,77 m (5 ft 9+1⁄2 in)  | Leeuwarden  | Tập 10    | 3–2   |
|          | Fleur Muambi             | 19   | 1,74 m (5 ft 8+1⁄2 in)  | Amsterdam   | Tập 10    | 3–2   |
|          | Gitte van Elst           | 23   | 1,75 m (5 ft 9 in)      | Tiel        | Tập 10    | 1     |

## Thứ tự gọi tên
| 1  | Prince      | Stef     | Jearnisa | Jort     | Gitte    | Justus      | Sterre | Fleur  | Sterre | Sterre      | Gitte        |  |  |
| 2  | Gitte       | Fleur    | Sterre   | Stef     | Jort     | Stef        | Gitte  | Arshea | Gitte  | Fleur       | Fleur Sterre |  |  |
| 3  | Tobias      | Tobias   | Justus   | Tobias   | Tobias   | Gitte       | Justus | Sterre | Stef   | Gitte       | Fleur Sterre |  |  |
| 4  | Stef        | Justus   | Fleur    | Sterre   | Stef     | Sterre      | Fleur  | Stef   | Arshea | Arshea Stef |              |  |  |
| 5  | Sterre      | Arshea   | Gitte    | Gitte    | Arshea   | Arshea      | Jort   | Gitte  | Fleur  | Arshea Stef |              |  |  |
| 6  | Jort        | Prince   | Arshea   | Fleur    | Fleur    | Fleur       | Stef   | Justus | Justus |             |              |  |  |
| 7  | Fleur       | Melike   | Stef     | Arshea   | Justus   | Jort Tobias | Arshea | Jort   |        |             |              |  |  |
| 8  | Royano      | Jort     | Tobias   | Justus   | Sterre   | Jort Tobias | Tobias |        |        |             |              |  |  |
| 9  | Melike      | Sterre   | Jort     | Jearnisa | Jearnisa |             |        |        |        |             |              |  |  |
| 10 | Jearnisa    | Jearnisa | Prince   | Prince   |          |             |        |        |        |             |              |  |  |
| 11 | Justus      | Gitte    | Melike   |          |          |             |        |        |        |             |              |  |  |
| 12 | Arshea      | Royano   |          |          |          |             |        |        |        |             |              |  |  |
| 13 | Julia Nikki |          |          |          |          |             |        |        |        |             |              |  |  |
| 14 | Julia Nikki |          |          |          |          |             |        |        |        |             |              |  |  |

     Thí sinh bị loại
     Thí sinh được gọi trước khi bước vào ban giám khảo và được coi là an toàn
     Thí sinh có tấm ảnh đẹp nhất
     Thí sinh không bị loại khi rơi vào cuối bảng
     Thí sinh chiến thắng cuộc thi

### Buổi chụp hình
- Tập 1: Sải bước tới sàn diễn thời trang
- Tập 2: Đồ tắm trên bãi biển với dù nhảy
- Tập 3: Ảnh thẻ diện mạo mới
- Tập 4: Tay đua ngựa cổ điển với ngựa
- Tập 5: Thời trang Goth theo cặp
- Tập 6: Tạo dáng trên du thuyền ở kênh đào Amsterdam
- Tập 7: Ảnh chân dung nghệ thuật
- Tập 8: Các yếu tố thiên nhiên cho Orebella
- Tập 9: Du khách vui chơi ở Efteling cho Guest In Residence
- Tập 10: Vũ công Moulin Rouge